# 雨に唄えば (ミュージカル)
『雨に唄えば』（あめにうたえば、原題：Singin' in the Rain）は、1952年の同名映画を原作としたミュージカル。1983年初演。

## 解説
サイレント映画衰退期のハリウッドを舞台に、舞台裏で奮闘する俳優らをコメディを交えて描いた作品である。脚本はベティ・コムデンとアドルフ・グリーン、作詞はアーサー・フリード、作曲はナシオ・ハーブ・ブラウンと基本的なプロットはオリジナルの映画に準拠している。
1983年にロンドンのウエスト・エンドにてトミー・スティール主演により初演された。それ以降、世界各国にて上演されている。
雨の中をドンが躍る有名な場面は、あらかじめステージ上部に設置されたシャワーを使うことで実際に”雨”を再現している。2014年の日本公演で使用された水の総重量は12トン。2022年公演では14トンの水が使用された。

## オリジナル版
ウエスト・エンド初演
トミー・スティール監督・主演、ピーター・ジェンナーロ振付により、1983年6月30日よりロンドン・パレイディアム劇場で上演。以降、1985年9月まで続くロングランとなった。
ブロードウェイ
ウエスト・エンド公演からスタッフ・キャストが刷新され、ブロードウェイのガーシュウィン劇場にて1985年7月2日に開幕し、367回の公演と38回のプレビュー公演の後、1986年5月18日に閉幕した。演出・振付はトワイラ・サープがを担当し、舞台美術はサント・ロカスト、衣装はアン・ロス、照明はジェニファー・ティプトンが担当した。
ウエスト・エンド (1989)
イギリスでのツアー公演の後、1989年6月29日から11月18日までロンドン・パレイディアム劇場に戻り公演。当初は13週間の公演を予定していたが、好評につき公演が延長された。
ナショナル・シアター
1999年12月から2000年2月まで行われたウェストヨークシャー公演を基に、2000年6月22日から7月20日まで、また2000年12月18日から2001年1月27日までロイヤル・ナショナル・シアター（王立国立劇場）で上演された。演出はジュード・ケリー、振付はステファン・ミア。リナ役のレベッカ・ソーンヒルはローレンス・オリヴィエ賞にノミネートされた。
サドラーズウェルズ劇場
2004年7月29日から2004年9月4日までサドラーズウェルズシアターで演奏され、ポールケリーソンが監督を務め、ドン役を演じたアダム・クーパーが振り付けも担当した。
ウエスト・エンド (2012)
2011年にチチェスター・フェスティバル劇場で復活公演されたものが、翌年に再びウエスト・エンドでも公演された。これまでの公演の中での決定版と称される。アンドリュー・ライトが振付を担当。公演は好評を博し、2013年6月まで公演された。2012年にはローレンス・オリヴィエ賞にノミネートされた。
サドラーズウェルズ劇場 (2021)
2012年版公演が、2021年7月30日から9月5日までサドラーズウェルズ劇場で復活という形で上演された。終了後は引き続いて英国ツアーが2022年3月17日より開始。2020年開始予定だったが、新型コロナウイルス感染症の影響で延長されていた。

### キャスト
| -        | ウエスト・エンド (1983) | ブロードウェイ (1985)  | ウエスト・エンド (1989) | ナショナル・シアター (2000) | サドラーズウェルズ劇場 (2004) | ウエスト・エンド (2012)                       | サドラーズウェルズ劇場 (2021) |
| -------- | ----------------------- | ---------------------- | ----------------------- | --------------------------- | ----------------------------- | --------------------------------------------- | ----------------------------- |
| ドン     | トミー・スティール      | ドン・コレイア         | ドン・コレイア          | ポール・ロビンソン          | アダム・クーパー              | アダム・クーパー                              | アダム・クーパー              |
| キャシー | ダニエル・カーソン      | メアリー・ダーシー     | メアリー・ダーシー      | ゾーイ・ハート              | ジョセフィーナ・ガブリエル    | スカーレット・ストラーレン ルイーズ・ボーデン | シャーロット・グーチ          |
| コズモ   | ロイ・キャッスル        | ピーター・スライスカー | バニー・メイ            | マーク・シャノン            | サイモン・コールタード        | ダニエル・クロスリー                          | ケビン・クリフトン            |
| リナ     | サラ・ペイン            | フェイ・グラント       | フェイ・グラント        | レベッカ・ソーンヒル        | ロニ・アンコーナ              | キャサリン・キングスレー                      | フェイ・トーザー              |

### 日本での公演
正式な邦題は『THE SINGIN’ IN THE RAIN～雨に唄えば～』。
2012年ウエスト・エンド版を基にしたものが、以下の三度にわたり公演されている。会場は全て東急シアターオーブを使用。ドン役は、いずれもオリジナルキャストのアダム・クーパーが演じた。
2014年
11月に開幕。4万人以上の観客動員を記録し、当時の東急シアターオーブにおける海外招聘ミュージカルでの最高動員記録を樹立した。
2017年
2014年公演後にチームは解散していたものの、再演の要望が多く寄せられたことで、日本公演のためだけにアダム・クーパーが主導のチームが結成された。6万人以上の観客動員を記録。
2022年
新型コロナウイルス感染症の影響で中止になった2020年公演のリベンジ公演として企画・上演された。また、アダム・クーパーがドンを最後に演じる舞台となる。上演は東急シアターオーブの他、オリックス劇場でも行われた。
当初予定された1月公演は、オミクロン株流行による対策からロンドン在住のスタッフ・キャストに入国制限がかかり再び中止になる。だが、2月7日から計22回の公演を行い千秋楽を迎えることができた。この公演は、演劇界で「奇跡の公演」と評された。

#### キャスト
| -        | 2014年                           | 2017年                           | 2022年                 |
| -------- | -------------------------------- | -------------------------------- | ---------------------- |
| ドン     | アダム・クーパー                 | アダム・クーパー                 | アダム・クーパー       |
| キャシー | エイミー・エレン・リチャードソン | エイミー・エレン・リチャードソン | シャーロット・グーチ   |
| コズモ   | ステファン・アネリ               | ステファン・アネリ               | ロス・マクラーレン     |
| リナ     | オリヴィア・ファインズ           | オリヴィア・ファインズ           | オリヴィア・ファインズ |

## 日本での舞台化

### 松竹ミュージカル版
1996年5月から6月にかけ、日生劇場で公演された。

#### キャスト
- ドン・ロックウッド：東山紀之
- キャシー・セルダン：薬師丸ひろ子
- コズモ・ブラウン：川平慈英
- リナ・ラモント：花山佳子

### 宝塚歌劇団版
宝塚歌劇団では、2003年に星組が日生劇場で公演。その後、2008年に宙組が梅田芸術劇場で、2018年に月組がTBS赤坂ACTシアターで公演した。いずれも演出は中村一徳。
オリジナルのブロードウェイ版に現代的な解釈を加えた、宝塚らしい華やかさを取り入れたものとなっている。雨の再現も行っている。

#### キャスト
| -                  | 2003 星組公演 | 2008 宙組公演 | 2018 月組公演 |
| ------------------ | ------------- | ------------- | ------------- |
| ドン・ロックウッド | 安蘭けい      | 大和悠河      | 珠城りょう    |
| キャシー・セルダン | 陽月華        | 花影アリス    | 美園さくら    |
| コズモ・ブラウン   | 大和悠河      | 蘭寿とむ      | 美弥るりか    |
| リナ・ラモント     | 真飛聖        | 北翔海莉      | 輝月ゆうま    |